# Plymouth, Minnesota
Plymouth är en stad i Hennepin County i delstaten Minnesota, USA med 70 576 invånare (2010).